# Doesjka
Doesjka (Bulgaars: Душка) is een dorp in Bulgarije. Het dorp is gelegen in de gemeente Tsjernootsjene, oblast Kardzjali. Het dorp ligt 30 km ten noorden van Kardzjali en 178 km ten zuidoosten van de hoofdstad Sofia.

## Bevolking
Op 31 december 2020 werden er slechts 3 inwoners in het dorp Doesjka geregistreerd door het Nationaal Statistisch Instituut van Bulgarije: twee mannen en één vrouw. In 1956 woonden er nog 548 mensen in het dorp.
In het dorp wonen uitsluitend Bulgaarse Turken. In de volkstelling van 2011 identificeerden alle 6 inwoners zichzelf met de "Turkse etniciteit".
| Etnische samenstelling van de respondenten (2011) | Etnische samenstelling van de respondenten (2011) | Etnische samenstelling van de respondenten (2011) | Etnische samenstelling van de respondenten (2011) | Etnische samenstelling van de respondenten (2011) |
| ------------------------------------------------- | ------------------------------------------------- | ------------------------------------------------- | ------------------------------------------------- | ------------------------------------------------- |
|                                                   |                                                   |                                                   |                                                   |                                                   |
| Bulgaren                                          | Bulgaren                                          |                                                   | 0,0%                                              | 0,0%                                              |
| Turken                                            | Turken                                            |                                                   | 100,0%                                            | 100,0%                                            |
| Roma                                              | Roma                                              |                                                   | 0,0%                                              | 0,0%                                              |
| Anders/Onbekend                                   | Anders/Onbekend                                   |                                                   | 0,0%                                              | 0,0%                                              |

Van de 6 inwoners die in februari 2011 werden geregistreerd, waren er 2 tussen de 15-64 jaar oud, terwijl er 4 inwoners 65 jaar of ouder waren.